# داگلاس پارتی
داگلاس پارتی (انگلیسی: Douglas Partie؛ زادهٔ ۲۱ اکتبر ۱۹۶۱) بازیکن والیبال اهل ایالات متحده آمریکا بود.